# Râul Vale
Râul Vale este un afluent al râului Bega. 

## Hărți
- Harta județului Timiș